# Vật liệu
Vật liệu (tiếng Anh: Materials) là chất hoặc hợp chất được con người dùng để  làm ra những sản phẩm khác. Vật liệu là đầu vào trong một quá trình sản xuất hoặc chế tạo. Trong công nghiệp, vật liệu là những sản phẩm chưa hoàn thiện và thường được dùng để làm ra các sản phẩm cao cấp hơn.

## Một số vật liệu quan trọng
- Kim loại.
  - Thép
  - Nhôm
  - Đồng
- Polyme.
  - Cao su
  - Nhựa
  - Polyme nanocompozit
  - Polyme compozit
- Giấy
- Gốm
- Ngói
- Thủy tinh
- Xi măng
- Đá
- Vải sợi
- Lụa
- Vật liệu sinh học
- Vật liệu Compozit
- Than